# Војно тужилаштво Руске Федерације
Војно тужилаштво Руске Федерације (рус. военная прокуратура Российской Федерации) дио је система тужилаштва Руске Федерације. На његовом челу је замјеник генералног тужиоца Руске Федерације — главни војни тужилац.
У систем војног тужилаштва улазе: Главно војно тужилаштво, војни тужиоци војних округа и флота и друга војна тужилаштва. У Русији постоји више од 200 гарнизонских војних тужилаштава.
Главног војног тужиоца именује и разрјешава Савјет Федерације на предлог генералног тужиоца Руске Федерације.